# Anthothela nuttingi
Anthothela nuttingi är en korallart som beskrevs av Bayer 1956. Anthothela nuttingi ingår i släktet Anthothela och familjen Anthothelidae. Inga underarter finns listade i Catalogue of Life.